# جایزه بزرگ فرانسه ۱۹۸۸
جایزه بزرگ فرانسه ۱۹۸۸ یک مسابقه موتوری فرمول یک بود که در ۳ ژوئیه ۱۹۸۸ در پیست پل ریکارد، له کسل برگزار شد. این مسابقه هفتمین دور از قهرمانی جهانی فرمول یک در سال بود.
مسابقه ۸۰ دور توسط راننده محلی آلن پروست با رانندگی مک لارن - هوندا پس از شروع از پل پوزیشن برنده شد. آیرتون سنا، هم تیمی برزیلی پروست، در جایگاه دوم و میشل آلبورتو ایتالیایی با فراری در جایگاه سوم قرار گرفتند.